# Стивенсон, Ральф
Ра́льф Сти́венсон (англ. Ralph Clarmont Skrine Stevenson; 16 мая 1895 — 23 июня 1977) — британский дипломат.
В 1936—1939 годах — глава Объединённого разведывательного комитета Великобритании.
В 1943—1946 годах — посланник Великобритании в Югославии.
В 1946—1948 годах — посол Великобритании в Китае.
В 1950—1955 годах — посол Великобритании в Египте.
Рыцарь Великого Креста ордена Святого Михаила и Святого Георгия.